# Lea Boy
Lea Boy (Elmshorn, 24 de enero de 2000) es una deportista alemana que compite en natación, en la modalidad de aguas abiertas.
Ganó tres medallas en el Campeonato Mundial de Natación, en los años 2019 y 2022, y cinco medallas en el Campeonato Europeo de Natación entre los años 2021 y 2025.

## Palmarés internacional
| Campeonato Mundial | Campeonato Mundial      | Campeonato Mundial | Campeonato Mundial |
| Año                | Lugar                   | Medalla            | Prueba             |
| ------------------ | ----------------------- | ------------------ | ------------------ |
| 2019               | Gwangju (Corea del Sur) | Medalla de oro     | Equipo mixto       |
| 2022               | Budapest (Hungría)      | Medalla de oro     | Equipo mixto       |
| 2022               | Budapest (Hungría)      | Medalla de plata   | 25 km              |
| Campeonato Europeo |                         |                    |                    |
| Año                | Lugar                   | Medalla            | Prueba             |
| 2021               | Budapest (Hungría)      | Medalla de oro     | 25 km              |
| 2021               | Budapest (Hungría)      | Medalla de plata   | Equipo mixto       |
| 2024               | Belgrado (Serbia)       | Medalla de plata   | 25 km              |
| 2025               | Stari Grad (Croacia)    | Medalla de bronce  | 3 km eliminación   |
| 2025               | Stari Grad (Croacia)    | Medalla de bronce  | 10 km              |